# Phrixgnathus conella
Phrixgnathus conella är en snäckart som först beskrevs av Ludwig Pfeiffer 1862.  Phrixgnathus conella ingår i släktet Phrixgnathus och familjen punktsnäckor. Inga underarter finns listade i Catalogue of Life.